# Пира (Нижняя Австрия)
Пира (нем. Pyhra (Niederösterreich)) — ярмарочная коммуна (нем. Marktgemeinde) в Австрии, в федеральной земле Нижняя Австрия. 
Входит в состав округа Санкт-Пёльтен.  Население составляет 3396 человек (на 31 декабря 2005 года). Занимает площадь 66,76 км². Официальный код  —  31934.

## Политическая ситуация
Бургомистр коммуны — Вернер Шмитцер (АНП) по результатам выборов 2005 года.
Совет представителей коммуны (нем. Gemeinderat) состоит из 23 мест.
- АНП занимает 15 мест.
- СДПА занимает 5 мест.
- Партия WERKSTATT занимает 2 места.
- Партия FÜR PYHRA занимает 1 место.